# Toni Dürnberger

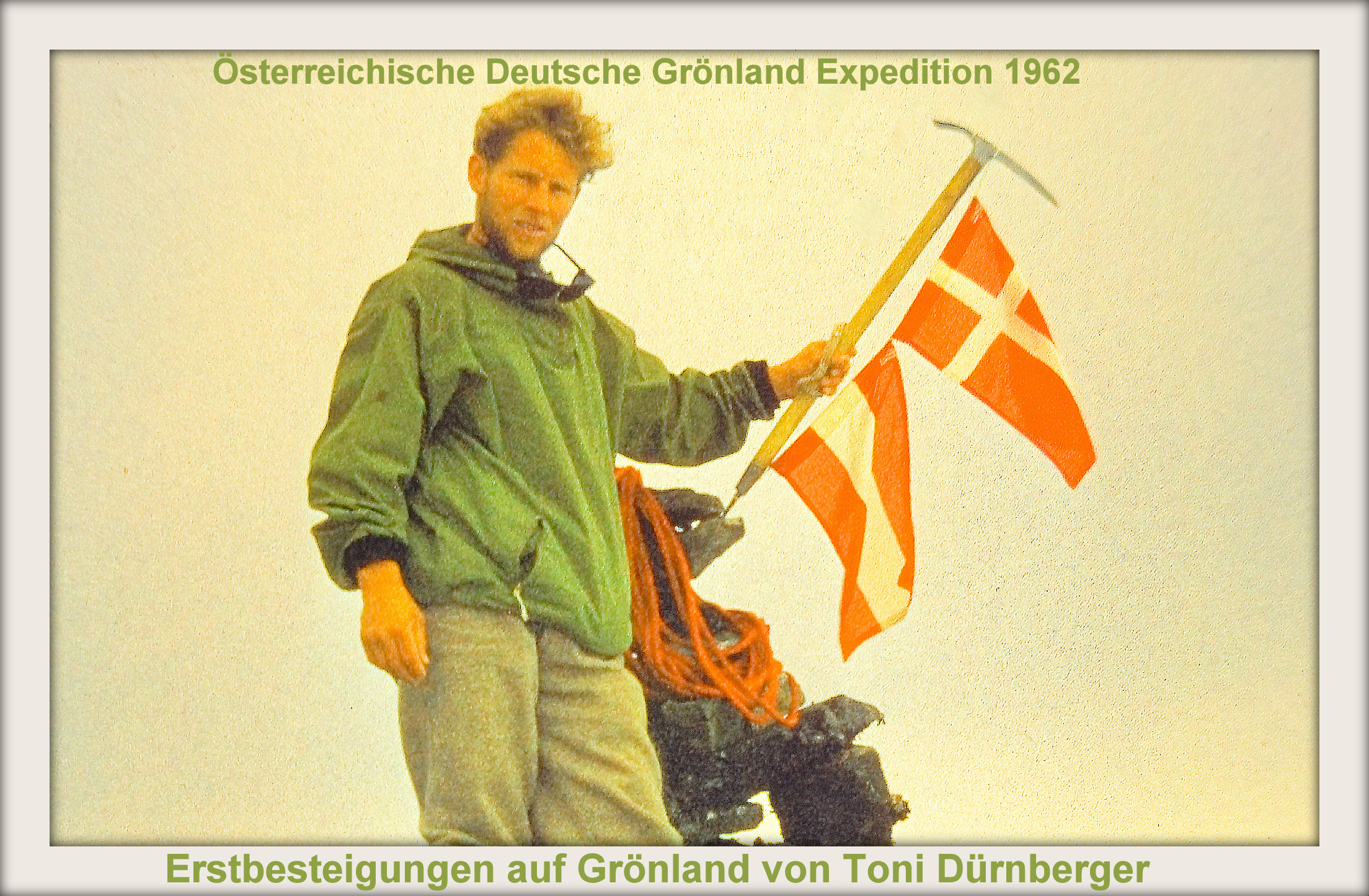

Toni Dürnberger (* 11. September 1932 in Sankt Martin bei Lofer; † 17. August 1992 am Khan Tengri) war ein österreichischer Bergsteiger und Forschungsreisender.

## Leben
Bekannt wurde er als einer der Erstdurchsteiger der Alpawand zusammen mit Sepp Schmiderer und Hans Herbst. 1966 gelang ihm die Erstbesteigung des Mount Paatusoq im Osten Grönlands.
Toni Dürnberger und seine Frau Elfi stürzten 1992 im Abstieg vom 7010 m hohen Khan Tengri im Tian-Shan-Gebirge in Kirgisistan tödlich ab.

## Schriften
- Dürnberger T. u. a. Erlebnisbericht über die Österreichisch-Deutsche Grönlandexpedition 1962. In: Jahrbuch des Österreichischen Alpenvereins 1963. (Alpenvereinszeitschrift Band 88).